# Aurinia
Aurinia és un gènere de plantes amb flor dins la família de les brassicàcies.

## Particularitats
El calendari republicà francès dedica a l'espècie Aurinia saxatilis el dia 18 del mes Floréal sota el nom de Corbeille d'or.

## Taxonomia
N'hi ha tres:
- Aurinia corymbosa
- Aurinia petraea
- Aurinia saxatilis, paneret o paneret d'or